# Dibbadahalli, Jagalur
Dibbadahalli là một làng thuộc tehsil Jagalur, huyện Davanagere, bang Karnataka, Ấn Độ.